# Georges Croegaert
Georges Croegaert fue un pintor academicista belga que desarrolló la mayor parte de su carrera en París. Es conocido por sus pinturas de género de escenas de la sociedad elegante y retratos de mujeres.que desarrolló la mayor parte de su carrera en París. Es asociado al realismo y el arte anticlerical.

## Biografía
Georges Croegaert nació en Amberes, Bélgica, el 7 de octubre de 1848.
Estudió en la Real Academia de Bellas Artes de Amberes y a partir de 1876 pasó a ejercer su oficio en París, Francia, donde pasaría el resto de su vida. En París recibió la influencia del pintor belga Jan van Beers.
Si bien su especialidad consistía en la confección de pequeños retratos femeninos y de cuadros con escenas del estilo propio de la Belle Époque, fue conocido por sus pinturas anticlericales, género del que fue uno de sus principales exponentes junto a Francois Brunery (1870-1903), Jean Vibert (1840-1902), José Frappa (1854-1904) y Andrea Landini (1847-1912).
Entre 1882 y 1914 expuso algunas de sus obras en el Salón de París y en el extranjero.
Falleció en París en 1923.

## Galería de cuadros del pintor

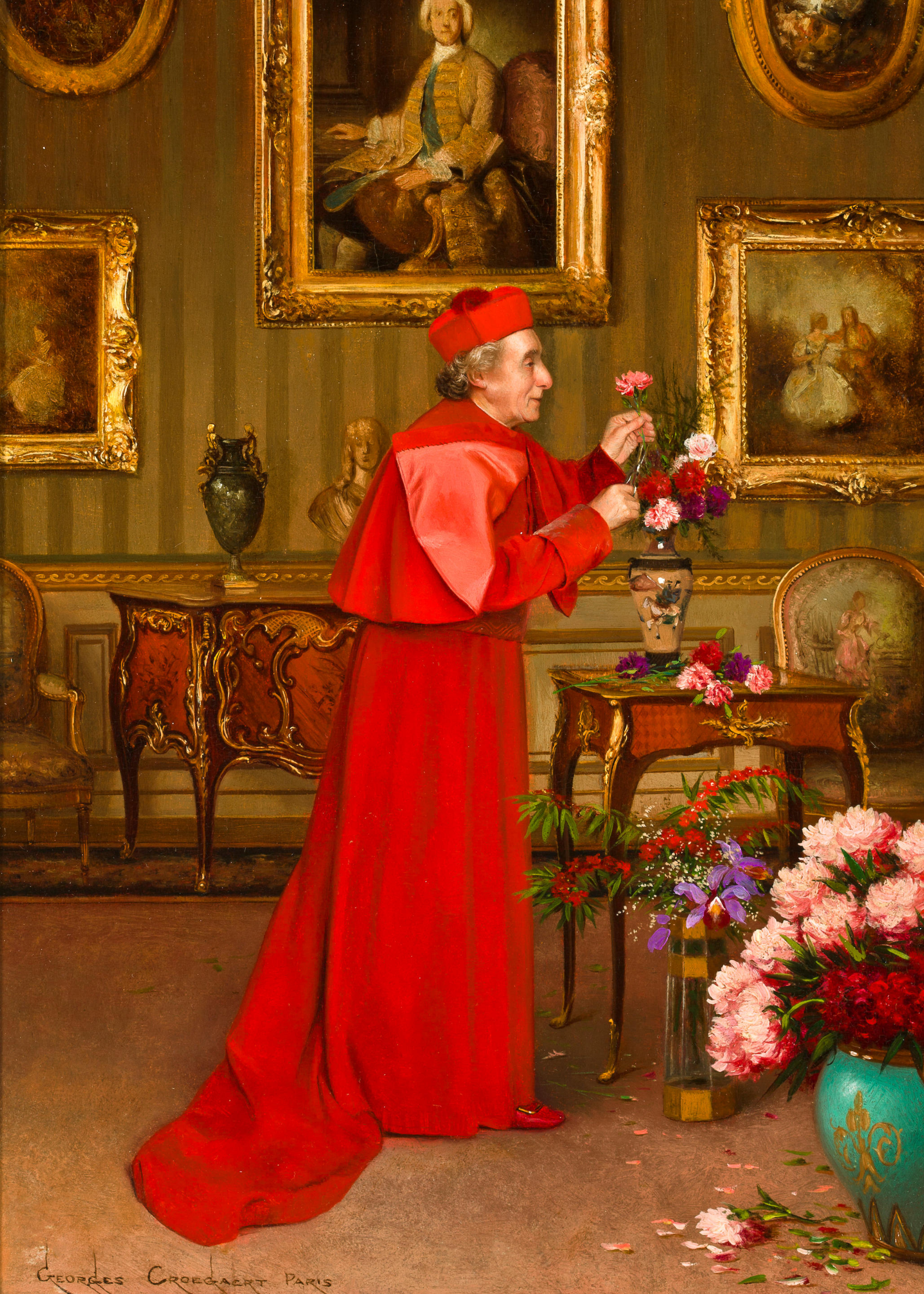
Los toques finales
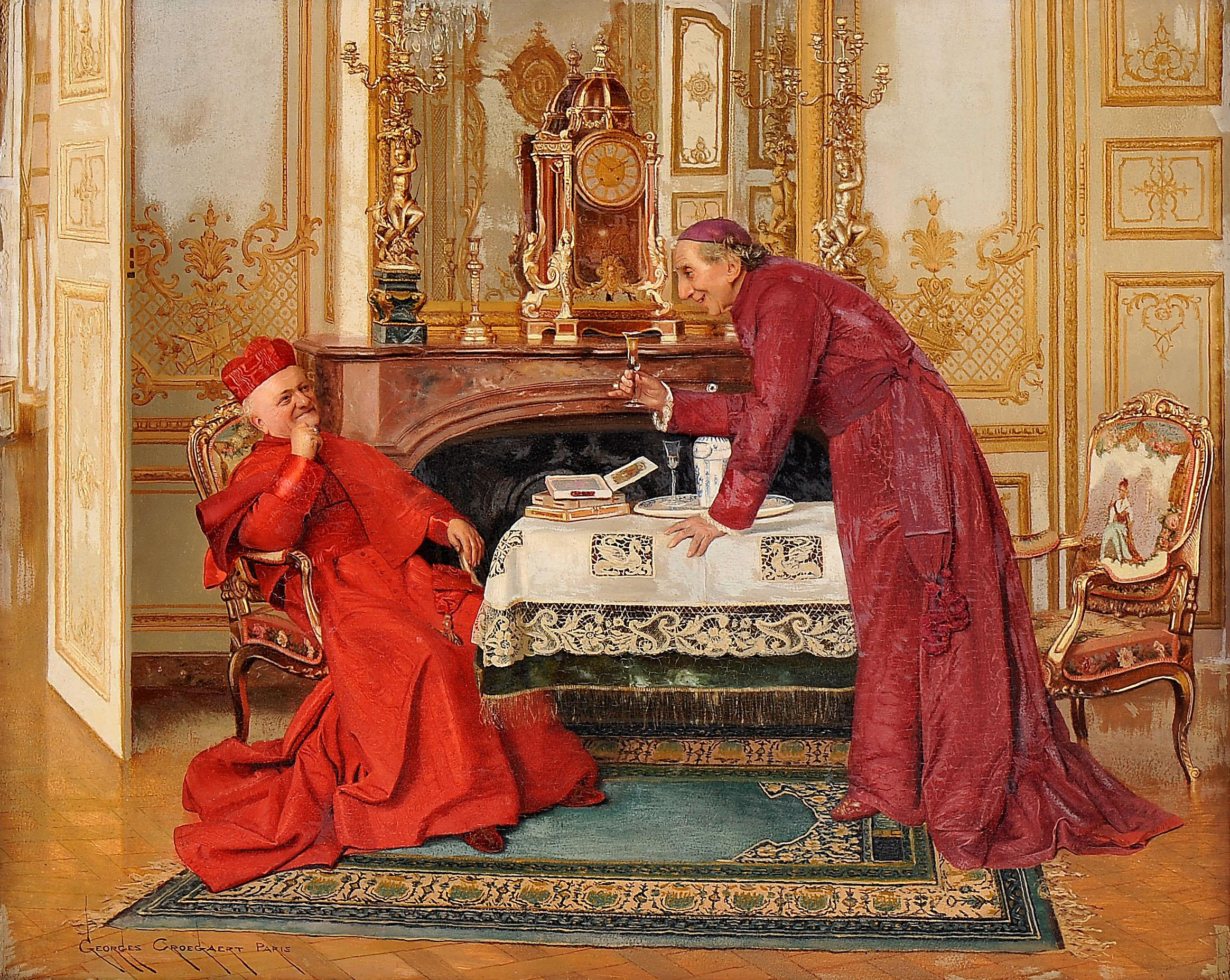
Después del café
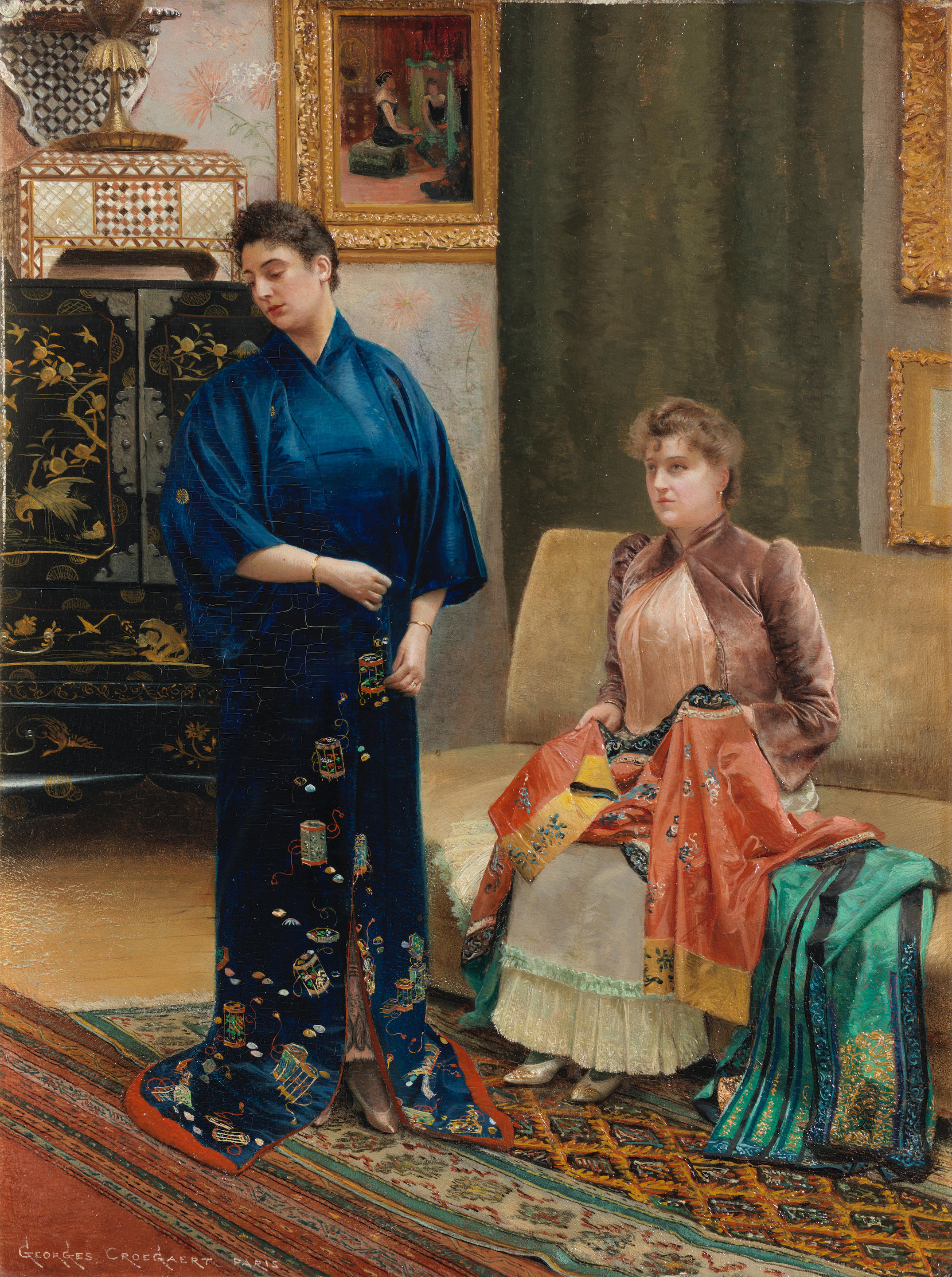
Elegir un vestido
Retrato de una mujer con el pelo castaño